# Venčeslav Lihtenvalner
Venčeslav Lihtenvalner, slovenski policist, * ?.

## Odlikovanja in nagrade
Leta 1994 je prejel častni znak svobode Republike Slovenije z naslednjo utemeljitvijo: »za izjemne zasluge pri obrambi svobode in uveljavljanju suverenosti Republike Slovenije«.